# 渋谷事件 (北朝鮮工作員)
渋谷事件（しぶやじけん）とは、朝鮮民主主義人民共和国の工作員派遣ルート「東南アジアルート」の開拓にかかわるスパイ事件。1988年（昭和63年）6月29日摘発（検挙）。

## 概要
東京都渋谷区で貿易商を営んでいた在日朝鮮人のS（当時68歳）は、1971年（昭和46年）頃にオルグされて北朝鮮工作員となった。そして、日本人や在日韓国人を工作員として訓練するため北朝鮮本国へ送り込むことを主な任務とし、1972年（昭和47年）には、工作船を用いて北朝鮮への密出国を図った。Sは、一時は日朝貿易の第一人者として活躍した。1976年（昭和51年）、工作員送り出し拠点としてシンガポールに支店を開設して「東南アジアルート」を開拓した。1979年（昭和54年）には、工作員に仕立てるためパキスタンのカラチ経由で日本人貿易商に働き掛けて北朝鮮へ送り込むなど、北朝鮮から暗号指令を受けながら、十数年にわたってスパイ活動を行っていた。
警視庁は、外国人登録確認申請を偽名でおこなった容疑で1988年(昭和63年）6月29日、Sを外国人登録法違反で逮捕し、自宅から乱数表、タイムテーブル等いわゆる「スパイの七つ道具」を発見し、押収した。しかし、日本人貿易商の密出入国斡旋は時効になっており処分保留で釈放された。